# Paese Sera

Logo

Paese Sera (dt. Der Umlandabend) war eine linksorientierte Tageszeitung für das Umland in Rom. Sie wurde am 21. Januar 1948 auf Initiative der Kommunistischen Partei Italiens gegründet. Ausschlaggebend dafür waren die kommenden Parlamentswahlen in Italien 1948. Die ländliche Bevölkerung wählte zumeist konservativ und diesem Trend wollte man begegnen. Außerdem war die Gründung eine journalistische Kampfansage an die traditionellen Zeitungen, wie etwa dem Il Messaggero und dem Il Tempo, von denen man sich sowohl inhaltlich, wie stilistisch zu unterscheiden suchte. Die Zeitung wurde im Juli 1994 eingestellt. Mittlerweile hat sich eine Nachfolgezeitung gegründet: die Nuovo Paese Sera.